# Have You Ever?
Have You Ever? è una ballata pop scritta da Diane Warren e prodotta da David Foster per il secondo album della cantante statunitense Brandy. Il brano è stato pubblicato come terzo singolo estratto da Never Say Never nel dicembre del 1998, ed è diventato il secondo singolo della cantante a raggiungere la prima posizione sia negli Stati Uniti che in Nuova Zelanda, dopo The Boy Is Mine, il primo singolo tratto dal medesimo album. Il brano ha avuto successo in molti paesi ed ha conquistato il disco di platino in patria.

## Video
Il videoclip del singolo è stato diretto da Kevin Bray e si apre con la panoramica di una villa con piscina mostrata di notte, proseguendo con dettagli e interni dell'abitazione, finché non viene mostrata una jeep che entra nel viale che porta alla casa; al volante vi è Brandy che inizia a eseguire il brano. Successivamente viene mostrato un biglietto lasciato su un tavolo che riporta: "Brandy, grazie di guardare la casa mentre sono fuori. Il tuo migliore amico, Jermaine." La cantante durante il video si aggira per la casa con fare malinconico, incontra il cane del suo amico, entra in camera sua iniziando ad accarezzare gli abiti nell'armadio, per poi provare un completo elegante maschile e sedersi sul letto. Tra le altre cose inizia a guardare un video amatoriale che riprende lei, l'amico e il cane di lui, prova una chitarra ed entra nello studio di registrazione della casa. L'atteggiamento della cantante, unito al testo della canzone, lascia intendere che provi dei sentimenti per il suo migliore amico, o che questi sia un suo ex fidanzato. Anche in questo video Brandy ha i capelli legati in treccine, ma in una scena al bordo della piscina l'artista possiede un lookmolto più elegante, fatto di un vestito a fiori attillato con tanto di bordo in pelliccia, rossetto porpora e capelli ricci in stile "afro".
Have You Ever? è il sesto video di Brandy ad aver ottenuto una nomination agli MTV Video Music Awards, nel qual caso nella categoria Best R&B Video.

## Ricezione
Il singolo è entrato nella Hot 100 il 5 dicembre 1998 a un esaltante numero 15, grazie a un notevole passaggio in radio, per entrare in top10 al numero 10 già la settimana successiva. Have You Ever? ha raggiunto la posizione numero 1 il 16 gennaio 1999, dove è rimasto per due settimane consecutive finché non è stato spodestato da ...Baby One More Time di Britney Spears. Il singolo ha speso ben 27 settimane nella Hot 100 ed è stato il secondo singolo della cantante a raggiungere la vetta dopo The Boy Is Mine, e il quinto ad ottenere la certificazione di disco di platino dalla RIAA. Il brano ha speso lo stesso numero di settimane e ha raggiunto la stessa posizione anche nella Hot 100 Airplay, la classifica di Billboard dedicata esclusivamente al passaggio in radio, mentre nella Hot Singles Sales, la classifica dedicata solo alle vendite, ha raggiunto il numero 3 e ha passato 12 settimane in totale. Nella classifica R&B il pezzo si è fermato al numero 2, un risultato considerevole se si pensa che la canzone è una ballata molto pop; in questo caso il merito va alle vendite del singolo, che ha raggiunto la posizione numero 2 anche nella classifica R&B composta solo dalle vendite dei CD singoli.
Anche in Nuova Zelanda il singolo è stato il secondo nella carriera della cantante a raggiungere la prima posizione dopo The Boy Is Mine: entrato in classifica alla posizione numero 13 il 27 dicembre 1998, il pezzo ha raggiunto la numero 1 durante la sua quinta settimana di permanenza, passando un totale di 10 settimane nella top10. In Australia il singolo ha fatto più fatica ad entrare in top10, che è stata raggiunta il 28 marzo 1999 durante la sua decima settimana di presenza arrivando al numero 8, per poi scendere già la settimana seguente; in ogni caso è il secondo singolo di Brandy ad essere entrato nella top10 australiana. Nel Regno Unito il singolo è entrato in top20, ma si è fermato al numero 13, non riuscendo a raggiungere la top5 come i due singoli precedenti tratti da Never Say Never.  Sia in Irlanda che in Canada è il terzo singolo di Brandy ad essere entrato in classifica, arrivando rispettivamente alle posizioni numero 25 e numero 20.

## Classifiche
| Classifica (1998)                            | Posizione |
| -------------------------------------------- | --------- |
| Australia                                    | 8         |
| Canada                                       | 20        |
| Francia                                      | 85        |
| Germania                                     | 58        |
| Irlanda                                      | 25        |
| Nuova Zelanda                                | 1         |
| Paesi Bassi                                  | 23        |
| Svezia                                       | 57        |
| Regno Unito                                  | 13        |
| U.S. Billboard Hot 100                       | 1         |
| U.S. Billboard Hot 100 Airplay               | 1         |
| U.S. Billboard Hot Singles Sales             | 3         |
| U.S. Billboard Hot R&B/Hip-Hop Singles       | 2         |
| U.S. Billboard Hot R&B/Hip-Hop Airplay       | 6         |
| U.S. Billboard Hot R&B/Hip-Hop Singles Sales | 2         |
| U.S. Billboard Rhythmic Top 40               | 1         |
| U.S. Billboard Top 40 Mainstream             | 3         |
| U.S. Billboard Top 40 Tracks                 | 3         |
| U.S. Billboard Adult Contemporary            | 25        |

## Tracce
1. "Have You Ever" (Radio Version) - 3:32
2. "Have You Ever" (Album Version) - 4:28
3. "Happy" (Album Version) - 4:32